# Johan Wold
Johan Henrik Olaus Wold, född den 20 januari 1848 i Halmstad, död den 20 september 1934 i Borås, var en svensk jurist.
Wold blev  student vid Uppsala universitet 1868 och avlade juris utriusque kandidatexamen 1876. Han blev vice häradshövding 1878, fiskal i Göta hovrätt 1886, assessor där 1887, ledamot av Nya lagberedningen 1886–1893 och av Förstärkta lagberedningen 1886–1887. Wold var häradshövding i Marks, Vedens och Bollebygds domsaga 1893–1917. Han var stadsfullmäktig i Borås 1895–1910 och under en följd av år fullmäktiges ordförande. Wold blev riddare av Nordstjärneorden 1893 och kommendör av andra klassen av samma orden 1905. Han vilar på Sankt Ansgars griftegård i Borås.